# Scarabaeus venerabilis
Scarabaeus venerabilis là một loài bọ cánh cứng trong họ Bọ hung (Scarabaeidae).